# Poa huancavelicae
Poa huancavelicae är en gräsart som beskrevs av Oscar Tovar. Poa huancavelicae ingår i släktet gröen, och familjen gräs. Inga underarter finns listade i Catalogue of Life.